# 子ども会音頭
『子ども会音頭』（こどもかいおんど）は、美空ひばりのシングル。1979年9月10日に日本コロムビアから発売された。

## 概要
- 1979年が国際児童年に制定されたのを記念して出され、A面『子ども会音頭』は、玉川大学教授で玉川大学合唱団常任指揮者の高森義文が作曲した。モダンでもあり粋でもあり、少女歌手の頃から大人の雰囲気を持ったひばりと一見ミスマッチのようにも思えるが、ひばりは実に楽しそうに、まるで無邪気な子供のように歌っている[2]。
- B面『おかあさんありがとう』は、息子・和也が通っていた玉川学園小学部教諭[3]の小宮路敏が作曲し、1984年3月の小学部卒業式祝賀会に出席した際には、『芸道一代』を披露すると共に同曲を歌唱指導した[4]。

## 収録曲
両曲共 作詞：松崎瑛子、編曲：佐々永治
1. 子ども会音頭
  - 作曲：高森義文
2. おかあさんありがとう
  - 作曲：小宮路敏